# Стриптиз
Стриптиз (енгл. striptease, to strip — свлачити се + енгл. to tease — задиркивати) назив је за еротски или егзотични плес током кога се извођач, најчешће праћен музиком, свлачи на заводљив или сексуално узбудљив начин. Ово подразумева јавно свлачење, односно представу пред публиком, најчешће унутар у те сврхе намењених ноћних и стриптиз-клубова.
Стриптиз се најчешће повезује са женама, па се у српском језику за женску особу која изводи овакав плес користи израз стриптизета. Услед непоклапајућег граматичког рода, за мушкарца се користи посебан израз — стриптизер. Међутим, често се користи и из енглеског преузет израз стрипер (енгл. stripper — онај који се свлачи), који се односи на особе оба пола.

## Опште одлике
Стриптиз се редовно изводи не само у стриптиз-клубовима, већ и у другим објектима као што су ноћни клубови, сплавови, јавне куће, па чак и позоришта и музичке хале. У кућној варијанти, еротски плес који партнери приређују један другоме обично је део предигре. У том случају може бити спонтан или пажљиво унапред планиран — са посебном одећом стрипера, музиком, специјалним осветљењем, увежбаним или спонтаним плесним покретима. Неретко се стриптизете и стриптизери ангажују за наступ на момачкој односно девојачкој вечери.
Стриптиз укључује споро, изазовно свлачење одеће, за време којег гледаоци обично навијају да стрипер скине још одеће. Плесач може продужити изведбу разним тактикама одуговлачења, као што је ношење више слојева одеће или прекривање делова тела као што су груди и гениталије тек скинутим одевним предметима или рукама. Наравно, нагласак при свему томе је на сексуално сугестивном свлачењу одеће, а не завршном стању нагости. Наступи првих стриптизета завршавали су се чим би се завршило скидање. Међутим, у новије време стрипери настављају са плесом и када су без одеће.
Постоји више врста стриптиза. Сем обичних плесова, које углавном изводе аматери, постоји низ посебних форми. Француска традиција заснована је на егзотичној подлози. Њен најпознатији представник свакако је холандска играчица и куртизана Мата Хари. Сем ове, постоје и америчка, британска и јапанска традиција. Оне укључују активности од плеса у крилу, играња на столу и плеса на шипци до потпуне нагости и секс-шоуа. Најновија струја стриптиза је необурлеска (пример Дита фон Тиз).
Нагост и голотиња у јавности, које подразумева овај вид забаве, дуги низ година били су предмет законских и културалних забрана, неодобравања, табуа. Означавани су као представници лошег и настраног укуса. И данас постоје одређена ограничења и законске процедуре које морају испоштовати власници клубова специјализованих за стриптиз. Какви ће они бити, зависи од државе до државе. Неки од разлога за ригорозне провере потичу од чињенице да стриптизете могу бити жртве трговине људима, сексуалне раднице (проституција је незаконита у већем делу света) или пак и једно и друго. Из досад наведених разлога је на Исланду од 1. јула 2010. на снази закон којим је стриптиз забрањен и подлеже казни.